# Gustaf Åkerhielm
Johan Gustaf Nils Samuel Åkerhielm af Margaretelund (Estocolmo, 24 de Junho de 1833 – Estocolmo, 2 de Abril de 1900) foi um diplomata e político da Suécia. Ocupou o lugar de primeiro-ministro da Suécia de 12 de Outubro de 1889 a 10 de Julho de 1891.